# 8558 Гак
8558 Гак (8558 Hack) — астероїд головного поясу, відкритий 1 серпня 1995 року.
Тіссеранів параметр щодо Юпітера — 3,180.